# Herzbub
Herzbub (Originaltitel: Tenth Avenue) ist ein US-amerikanisches Stummfilmdrama aus dem Jahr 1928 von William C. de Mille mit Phyllis Haver und Victor Varconi in den Hauptrollen. Der Film wurde von De Mille Studio Productions produziert und basiert auf dem Bühnenstück Tenth Avenue von John McGowan und Lloyd Griscom.

## Handlung
Joe, ein schwächlicher Gangster, und Bob, ein ehemaliger Spieler, konkurrieren um Lyla Mason, eine Arbeiterin, die auch ein Wohnheim in der 10th Avenue in New York City betreibt. Bobs Wunsch, Lyla zu zeigen, dass er sie unterstützen kann, führt ihn zurück an den Spieltisch, als ihr wegen überfälliger Miete die Räumung droht. Bob und Joe geraten beide unter Verdacht, als Fink, ein Schwarzhändler, ermordet in seinem Zimmer aufgefunden wird. Es stellt sich heraus, dass Joe Fink getötet und ausgeraubt hat, um Lyla bei der Zahlung der Miete zu helfen. Bob willigt ein, Joe bei der Flucht zu helfen, wenn er verspricht, Lyla in Ruhe zu lassen, aber Joe legt Bob herein und lässt ihn mit den Beweisen gefangen nehmen. Lyla ist misstrauisch geworden und ringt Joe ein Geständnis ab, während der versteckte Detective Burton zuhört. Joe wird bei einem Fluchtversuch erwischt, angeschossen und stirbt in Lylas Armen. Lyla und Bob bereiten sich auf eine gemeinsame Zukunft vor.

## Hintergrund
Gedreht wurde der Film ab dem 9. Februar 1928.
Stephen Goosson oblag die künstlerische Leitung. Gilbert Adrian war für das Kostümbild zuständig.

## Veröffentlichung
Die Premiere des Films fand am 6. August 1928 statt. 1929 kam er in Österreich in die Kinos.